# Юргинское сельское поселение (Кемеровская область)
Юрги́нское сельское поселение — упразднённое муниципальное образование в Юргинском районе Кемеровской области.
Административный центр — посёлок железнодорожной станции Юрга 2-я.

## История
Юргинское сельское поселение образовано 17 декабря 2004 года в соответствии с Законом Кемеровской области № 104-ОЗ.

## Население
| 2010  | 2011  | 2012  | 2013  | 2014  | 2015  | 2016  |
| ----- | ----- | ----- | ----- | ----- | ----- | ----- |
| 4591  | ↘4589 | ↗4600 | ↗4665 | ↗4704 | ↘4691 | ↘4658 |
| 2017  | 2018  | 2019  |       |       |       |       |
| ↘4657 | ↘4633 | ↘4543 |       |       |       |       |

## Состав сельского поселения
| № | Населённый пункт | Тип населённого пункта                  | Население |
| - | ---------------- | --------------------------------------- | --------- |
| 1 | 14 км            | разъезд                                 | 35        |
| 2 | 23 км            | разъезд                                 | 21        |
| 3 | Блок-Пост 149 км | блок-пост                               | 13        |
| 4 | Зимник           | деревня                                 | 852       |
| 5 | Логовой          | посёлок                                 | 110       |
| 6 | Новоягодное      | деревня                                 | 27        |
| 7 | Сарсаз           | деревня                                 | 476       |
| 8 | Старый Шалай     | деревня                                 | 189       |
| 9 | Юрга 2-я         | посёлок станции, административный центр | 2868      |

Бывшие населённые пункты
- деревня Асаново